# Queen Latifah
Dana Elaine Owens (født 18. marts 1970 i Newark, New Jersey) er en amerikansk rapsanger, model, filmproducer og skuespiller nomineret til en Oscar, Grammy og Emmy. Hun er bedre kendt under navnet Queen Latifah. Hun har medvirket i film som Scary Movie 3, Chicago og Hairspray.

## Diskografi
- 1989 All Hail the Queen (Tommy Boy)
- 1991 Nature of a Sista (Tommy Boy)
- 1993 Black Reign (Motown)
- 1998 Order in the Court (Motown)
- 2004 Dana Owens Album (Interscope)

## Udvalgt filmografi
| År   | Titel                          | Rolle                 | Noter    |
| ---- | ------------------------------ | --------------------- | -------- |
| 1996 | Set If Off                     | Cleopatra 'Cleo' Sims |          |
| 1998 | Living Out Loud                | Liz Bailey            |          |
| 2002 | Chicago                        | Matron Mama Morton    |          |
| 2003 | Bringing Down the House        | Charlene Morton       | producer |
| 2003 | Scary Movie 3                  | Aunt Shaneequa        |          |
| 2004 | Barbershop 2: Back in Business | Gina                  |          |
| 2004 | The Cookout                    | Security Guard        | producer |
| 2004 | Taxi                           | Belle                 |          |
| 2005 | Beauty Shop                    | Gina Norris           | producer |
| 2006 | Stranger than Fiction          | Penny Escher          |          |
| 2006 | Last Holiday                   | Georgia Byrd          |          |
| 2006 | Ice Age 2: På tynd is          | Ellie                 | stemme   |
| 2007 | Hairspray                      | Motormouth Maybelle   |          |
| 2009 | Ice Age 3: Dinosaurerne kommer | Ellie                 | stemme   |
| 2014 | 22 Jump Street                 | Mrs. Dickson          |          |

The Equalizer Mrs. McCall